# Бишечки Врх
Бишечки Врх (словен. Bišečki Vrh) је насељено место у општини Трновска Вас, Подравска регија, Словенија.

## Историја
До територијалне реорганизације у Словенији био је у саставу старе општине Птуј.

## Становништво
У попису становништва из 2011. године, Бишечки Врх је имао 193 становника.
| Број становника према пописима | Број становника према пописима | Број становника према пописима |
| ------------------------------ | ------------------------------ | ------------------------------ |
| 1991                           | 2002                           | 2011                           |
| 162                            | 158                            | 193                            |

Напомена: Године 1974. повећано за насеље Чрмљеншак, које је укинуто.